# Volker Hentschel
Volker Hentschel (* 29. Januar 1944 in Aue, Sachsen) ist ein deutscher Wirtschafts- und Sozialhistoriker sowie Biograph.

## Ausbildung
Volker Hentschel wurde in Aue (Sachsen) geboren. Auf die mittlere Reife folgte 1961 eine Ausbildung zum Industriekaufmann. Nach dem Wehrdienst (1964–1966) erlangte er in Köln auf dem zweiten Bildungsweg das Abitur. Vom Wintersemester 1968 an studierte er in Hamburg Betriebswirtschaftslehre sowie Wirtschafts- und Sozialgeschichte. Im Jahr 1972 schloss er das Studium als Diplom-Kaufmann ab, im Jahr 1974 wurde er von der Universität Hamburg mit der Arbeit Die deutschen Freihändler und der volkswirtschaftliche Kongress 1858 bis 1885 zum Dr. rer. pol. promoviert. Von 1974 bis 1980 war er wissenschaftlicher Assistent am Institut für Wirtschafts- und Sozialgeschichte der Universität Heidelberg, wo er sich 1978 mit der Arbeit Wirtschaft und Wirtschaftspolitik im wilhelminischen Deutschland: organisierter Kapitalismus und Interventionsstaat? in Neuerer Geschichte habilitierte.

## Berufliches Wirken
Seit 1980 ist Volker Hentschel Professor für Wirtschafts- und Sozialgeschichte an der Universität Mainz. Von 1989 bis 1997 war er zudem nebenamtlicher Professeur associé im Institut d’Allemand der Universität Paris III. Er war regelmäßiger Gastdozent an der Dongbei University of Finance and Economics (DUFE) in Dalian (China).
Seit 1999 ist er Vorstandsmitglied der Zukunftsinitiative Rheinland-Pfalz und begründete im Jahr 2001 einen Weiterbildungsstudiengang für Führungskräfte an der Universität Mainz. Von Mai 2004 bis August 2005 war er Vizepräsident der Universität Mainz. Am 30. November 2010 wurde er vom Ministerpräsidenten des Landes Rheinland-Pfalz Kurt Beck mit dem Landesverdienstorden ausgezeichnet. Sein bekanntestes Werk ist seine Biographie über den ehemaligen deutschen Bundeswirtschaftsminister und Bundeskanzler Ludwig Erhard.

## Werke, Publikationen, Veröffentlichungen (Auswahl)
- Ludwig Erhard : ein Politikerleben. Ullstein, Berlin 1998, ISBN 3-548-26536-7. (Ungekürzte Ausgabe)
- Geschichte der deutschen Sozialpolitik, 1880–1980: Soziale Sicherung und kollektives Arbeitsrecht (Neue historische Bibliothek). Suhrkamp, 1983, ISBN 3-518-11247-3.
- Japans Weg zur wirtschaftlichen Weltmacht : (1930–1983). Steiner-Verlag-Wiesbaden-GmbH, Stuttgart 1986, ISBN 3-515-04684-4.
- Deutsche Wirtschafts- und Sozialpolitik : 1815–1945. Athenäum-Verlag, Königstein/Ts. 1980, ISBN 3-7610-7233-3.
- Preussens streitbare Geschichte : 1594–1945. Droste, Düsseldorf 1980, ISBN 3-7700-0560-0.
- So kam Hitler : Schicksalsjahre 1932–1933. Droste, Düsseldorf 1980, ISBN 3-7700-0570-8.
- Weimars letzte Monate : Hitler und der Untergang der Republik. Droste, Düsseldorf 1978, ISBN 3-7700-0513-9
- Wirtschaft und Wirtschaftspolitik im wilhelminischen Deutschland : organisierter Kapitalismus und Interventionsstaat?. Klett-Cotta, Stuttgart 1978, ISBN 3-12-910210-8.
- Wirtschaftsgeschichte der Maschinenfabrik Esslingen AG 1846–1918 : Eine historische-betriebswirtschaftliche Analyse. Klett, Stuttgart 1977, ISBN 3-12-910470-4.
- Die deutschen Freihändler und der volkswirtschaftliche Kongress 1858–1885. Klett, Stuttgart 1975, ISBN 3-12-903680-6.
- Preußische Porträts: Zwischen Revolution und Restauration. Lau-Verlag, Reinbek 2015, ISBN 978-3-95768-141-6.